# 윤지혁 (1924년)
윤지혁(尹知爀, 1924년 4월 19일 ~ )은 일제강점기의 금융인, 교육자이자 대한민국의 공무원, 정치인이다. 일제 강점기에는 금융조합 서기와 교원 임용시험에 합격했고 1950년 전남도청 공무원에 임용, 담양군청 내무과장, 전남 강진군수 직대, 강진군수, 장흥군수, 화순군수, 광주시 부시장, 전남도청 식산국 과장, 식산국장, 금성시장 등을 역임했다. 아호는 기산(箕山), 전남 나주 출신.

## 약력
- 전라남도 나주군 다도면 덕동리 출생
- 조선대학교 법학과 2기 졸업
- 금융조합 서기
- 1945년 나주 다도공립국민학교 교사
- 1950년 전남도청 공무원 임용
- 전남 담양군청 내무과장
- 전라남도청 지방과장
- 1973년 7월 9일 ~ 1973년 10월 8일 전남 강진군수 직무대리[1]
- 1973년 10월 8일[2] ~ 1975년 1월 8일 전남 강진군수
- 1975년 4월 10일 ~ 1976년 8월 31일 전남 장흥군수
- 1976년 9월 1일 ~ 광주시 부시장
- 1978년 전라남도청 식산국 서기관
- 전라남도청 식산국장
- 1980년 전남 금성시장
- 1980년 2월 1일 ~ 1981년 6월 30일 전남 화순군수
- 1981년 7월 1일 ~ 1982년 9월 11일 전남 나주시장
- 1982년 명예퇴직
- 민주평화통일자문회의 자문위원
- 중소기업연합회 광주직할시지부장
- 전라남도 행정동우회 제4대 회장
- 재광 나주향우회 고문

## 저서
- 《윤지혁 회고록:인생》 (2003년)

## 학력
- ??고등학교
- 조선대학교 법학과
- 조선대학교 대학원 법학과 법학석사

## 수상 경력
- 1979년 녹조근정훈장
- 2005년 10월 24일 국민훈장 목련장
- 2009년 12월 22일 제15회 나주시민상

## 가족 관계
- 부인 : 최규순(, ? ~ 2000년 4월 1일[3])
- 아들 : 윤장현(尹壯鉉, 1949년 4월 26일 ~ )
- 며느리 : 손화정
- 아들 : 윤성현
- 아들 : 윤석현, 동부증권 차장